# Ленинградская Всесоюзная промышленная академия Наркомсудпрома
Ленингра́дская Всесою́зная промы́шленная акаде́мия и́мени И. В. Ста́лина Наркомсудпро́ма — высшее учебное заведение (промакадемия), образованное постановлением ВСНХ СССР от 28 октября 1929 г. для подготовки инженеров-технологов, организаторов производства электромашиностроительной, химической, лесобумажной и кораблестроительной промышленности. Как и другие промакадемии, являлась следующей ступенью образования после рабфаков и была призвана готовить руководящие кадры для промышленности, в данном случае в основном для судостроения. Начала работу в здании Мариинского дворца как Ленинградское отделение Промакадемии ВСНХ СССР.
Подведомственность: до марта 1938 года подчинялась Наркомату тяжёлой промышленности СССР, с марта 1938 по январь 1939 — Наркомату оборонной промышленности СССР, с февраля 1939 — Наркомату судостроительной промышленности СССР. 
В сентябре 1940 года при промакадемии была начата организация заочного отделения по обучению руководящих хозяйственных работников без отрыва от производства по специальностям судостроение и приборостроение.
Промакадемия вместе с другими аналогичными вузами ликвидирована на основании постановления №2349 ЦК ВКП(б) и СНК СССР от 19 ноября 1940 года. Ликвидационная комиссия работала до 1941 года.
Первым ректором и организатором Ленинградской промакадемии был экономист Г. В. Циперович (1871—1932).